# Pterocephalodes hookeri
Pterocephalodes hookeri là một loài thực vật có hoa trong họ Kim ngân. Loài này được (C.B. Clarke) V. Mayer & Ehrend. mô tả khoa học đầu tiên năm 2000.